# Josef Stiegler
Pour les articles homonymes, voir Stiegler.
Josef Stiegler, né le 20 avril 1937 à Lienz, est un skieur alpin autrichien. Sa fille Resi Stiegler est également skieuse alpine mais pour le compte des États-Unis.

## Palmarès

### Jeux olympiques d'hiver
| Épreuve / Édition    | Descente | Slalom géant | Slalom |
| JO 1960 Squaw Valley | 15e      | Argent       | 5e     |
| JO 1964 Innsbruck    | —        | Bronze       | Or     |

### Championnats du monde
| Épreuve / Édition      | Descente | Slalom géant | Slalom | Combiné |
| JO 1960 Squaw Valley   | 15e      | Argent       | 5e     | 4e      |
| Mondiaux 1962 Chamonix | —        | —            | 20e    | —       |
| JO 1964 Innsbruck      | —        | Bronze       | Or     | —       |

## Arlberg-Kandahar
- Vainqueur du slalom 1961 à Mürren